# كرم دعنا
كرم دعنا أكاديمي أمريكي من أصل فلسطيني. هو أستاذ أليسون ماكجريجور المتميز في البحث التحويلي في جامعة واشنطن بوثيل، وهو أول أستاذ مسمى يتم إنشاؤه في المؤسسة على الإطلاق. وهو أستاذ الدراسات الشرق أوسطية والإسلامية، والمدير المؤسس لمعهد الأبحاث الإسلامي الأمريكي (AMRI). شغل الدكتور دانا منصب الرئيس المشارك لفريق عمل جامعة واشنطن المعني بمسألة الإسلاموفوبيا في عام 2024 .

## سيرته
ولد ونشأ في الخليل، الضفة الغربية، فلسطين. هاجر إلى الولايات المتحدة في أواخر التسعينيات. درس في كلية سياتل سنترال المجتمعية قبل أن ينتقل إلى جامعة واشنطن. حصل على درجة البكالوريوس في الآداب مع تخصص مزدوج في الاقتصاد والعلوم السياسية. حصل على درجة الماجستير في الدراسات الدولية من كلية جاكسون للدراسات الدولية. بعد حصوله على درجة الدكتوراه من جامعة واشنطن في عام 2009، أكمل زمالة ما بعد الدكتوراه في مركز دراسات الشرق الأوسط في جامعة هارفارد، ثم عمل كزميل باحث في مركز بيلفر للعلوم والشؤون الدولية في كلية كينيدي للحكومة بجامعة هارفارد. كما قام بتدريس دورات في جامعة هارفارد وجامعة تافتس قبل الانضمام إلى هيئة التدريس بجامعة واشنطن. حصل الدكتور كرم دعنا على أعلى وسام تمنحه جامعة واشنطن لأعضاء هيئة التدريس بها، سواء في التدريس أو البحث. حصل على جائزة التدريس المتميز من جامعة واشنطن لعام 2018، وجائزة البحث المتميز والمنح الدراسية والأنشطة الإبداعية في عام 2023. تم تكريم الدكتور دعنا من قبل المجتمع العربي الأمريكي في شمال غرب المحيط الهادئ في أبريل 2024، ومنحته جائزة الخدمة والقيادة المتميزة.

## منحة دراسية
يعد دعنا من أوائل الباحثين الذين درسوا الإسلام والمسلمين في الولايات المتحدة من خلال الرأي العام ومن خلال عدسة العرق والانتماء العرقي والسياسة (REP) ضمن تخصص العلوم السياسية. عمل كباحث مشارك في استطلاع الرأي العام للمسلمين الأميركيين (MAPOS)، والذي كان أحد أقدم الاستطلاعات الوطنية للمسلمين الأميركيين. كما يدرس القضية الفلسطينية، وتأثير الاحتلال الإسرائيلي على المجتمع الفلسطيني، والعولمة الفلسطينية. نشر على نطاق واسع عن السلوك السياسي للمسلمين الأميركيين، وسياسات الهوية، وعن القضية الفلسطينية. وقد ألقى محاضرات على نطاق واسع، وظهر في وسائل الإعلام، محليًا ووطنيا وحول العالم. كتابه، الوقوف مع فلسطين: المقاومة العابرة للحدود الوطنية والتطور السياسي في الولايات المتحدة، منشور من قبل مطبعة جامعة كولومبيا، ويناقش الخطاب المتغير حول فلسطين في الولايات المتحدة.